# Dicée à poitrine noire
Dicaeum haematostictum
Espèce
Statut de conservation UICN

 VU A2c+3c+4c : Vulnérable
Le Dicée à poitrine noire (Dicaeum haematostictum) est une espèce de passereau placée dans la famille des Dicaeidae.

## Illustrations
- Photos

## Répartition
Il est endémique aux forêts pluviales de Negros et Panay (Philippines).

## Habitat
Il habite les forêts humides tropicales et subtropicales, les zones de broussailles et les jardins.
Il est menacé par la perte de son habitat.